# تومچوتسی
تومچوتسی (به بلغاری: Tomchevtsi) یک منطقهٔ مسکونی در بلغارستان است که در تریاونا واقع شده‌است.